# Laternaria chimara
Laternaria chimara är en insektsart som först beskrevs av Heinrich Christian Friedrich Schumacher 1915.  Laternaria chimara ingår i släktet Laternaria och familjen lyktstritar. Inga underarter finns listade i Catalogue of Life.